# Альфонсо III (король Арагона)
Альфонсо III по прозвищу «el Liberal»/«el Franco» - «Свободный», также «Откровенный», реже «Щедрый» (исп. Alfonso III de Aragón; 4 ноября 1265, Валенсия — 18 июня 1291, Барселона) — король Арагона и граф Барселоны (под именем Альфонсо II) с 1285 года. Победил королевство Майорка в 1287 году и присоединил его к своим владениям.

## История
Альфонсо III Арагонский был сыном Педро III и Констанции Сицилийской, наследницы престола Сицилии. Всего у Педро и Констанции было четыре сына и две дочери. Альфонсо, как старший, унаследовал королевство Арагон. Хайме, второй сын, стал королём Сицилии. Третий сын, Федериго, должен был стать королём Сицилии, если Хайме, в случае смерти Альфонсо, станет королём Арагона. Четвёртый сын, Педро, мог только наследовать кому-либо из братьев.

### Внутренние дела
По наследству от отца Альфонсо получил войну с Неаполитанским королевством из-за Сицилии и распри с собственной арагонской и каталонской знатью, объединившейся с городами в Унию. Знати король предоставил в 1287 году новые привилегии. В результате королевская власть в Арагоне была значительно ограничена: король обещал испрашивать согласия кортесов во всех важных государственных делах. Было положительно определено, что без приговора верховного судьи (хустии) и кортесов король не мог подвергать уголовному наказанию ни одного из членов Унии. В противном случае Уния могла лишить его престола.

### Захват Балеарских островов
Скоро после вступления на престол он провёл кампанию присоединения Балеарских островов к королевству Арагон. Острова были потеряны из-за раздела королевства его дедом, Хайме I Завоевателем. Таким образом в 1285 году он объявлял войну своему дяде, Хайме II Майоркскому, и победив его, занял Майорку (1285 год) и Ивису (1286 год). Известное событие его правления — захват Менорки. Появление каталонского флота положило конец сопротивлению, и в январе 1287 года остров сдался. Абу Умару, правителю Менорки, разрешалось взять с собой 200 человек родственников, приближенных и слуг, а также прах его отца Саида ибн Хакама, коллекцию оружия, библиотеку и домашнюю утварь. Также могли свободно покинуть остров те мусульмане Менорки, кто смог выплатить за себя семь золотых дублонов выкупа (срок внесения выкупа шесть месяцев). Остальные жители острова магометанского вероисповедания были проданы в рабство на рынках Буджи и Триполи. Остров обезлюдел. Землю Менорки король Альфонсо III распределил между арагонскими и каталонскими феодалов. Остров заселили переселенцы из Каталонии. 17 января 1287 года — дата, которая теперь является национальным праздником Менорки.

### Противостояние со Святым Престолом
Все шесть лет правления Альфонсо были отмечены войнами со своими соседями, а также борьбой с папством. Папа римский Николай IV, как и его предшественники, стремился сохранять баланс между европейскими правящими династиями, не давая чрезмерно усилится тому или иному королевству. Хотя после Сицилийской вечерни (29 марта 1282 года) Сицилия попала под власть Арагона, 29 мая 1289 года в пику Хайме II Арагонскому папа короновал сицилийским королём Карла II из дома Анжу в обмен на признание им сюзеренитета Святого престола, а затем отлучил Альфонсо III от церкви.
Альфонсо оказался в сложном положении. Со стороны Наварры угрожали нападением французы, и в то время как он был занят на северной границе, король Кастилии Санчо IV Смелый, заключив союз с Францией, вторгся в Арагон и разорил область Таррагоны.
В 1290 году король Англии Эдуард I, через своего посла объявил, что, если мир не будет установлен, то, на папу падет гнев всех христианских монархов. Альфонсо также отправил послов к папе. И при активном посредничестве короля Англии, мир, в конечном счете, заключили в феврале 1291 года в Тарасконе. Альфонсо пообещал, что его брат Хайме  не будет удерживать Сицилийское королевство против воли папства, а папа Николай IV признал Хайме королём Сицилии, аннулировав инвеституру Карла Валуа. Королевство Майорка признавалось феодальным владением Арагона, Николай IV согласился снять интердикт с Арагона.
Альфонсо желал отпраздновать заключение этого долгожданного мира своим браком с дочерью Эдуарда I, Элеонорой, и необходимые торжества были устроены в Барселоне, когда король Арагона внезапно умер в июне 1291 года, и мир вновь оказался под угрозой.